# Walter Weideli

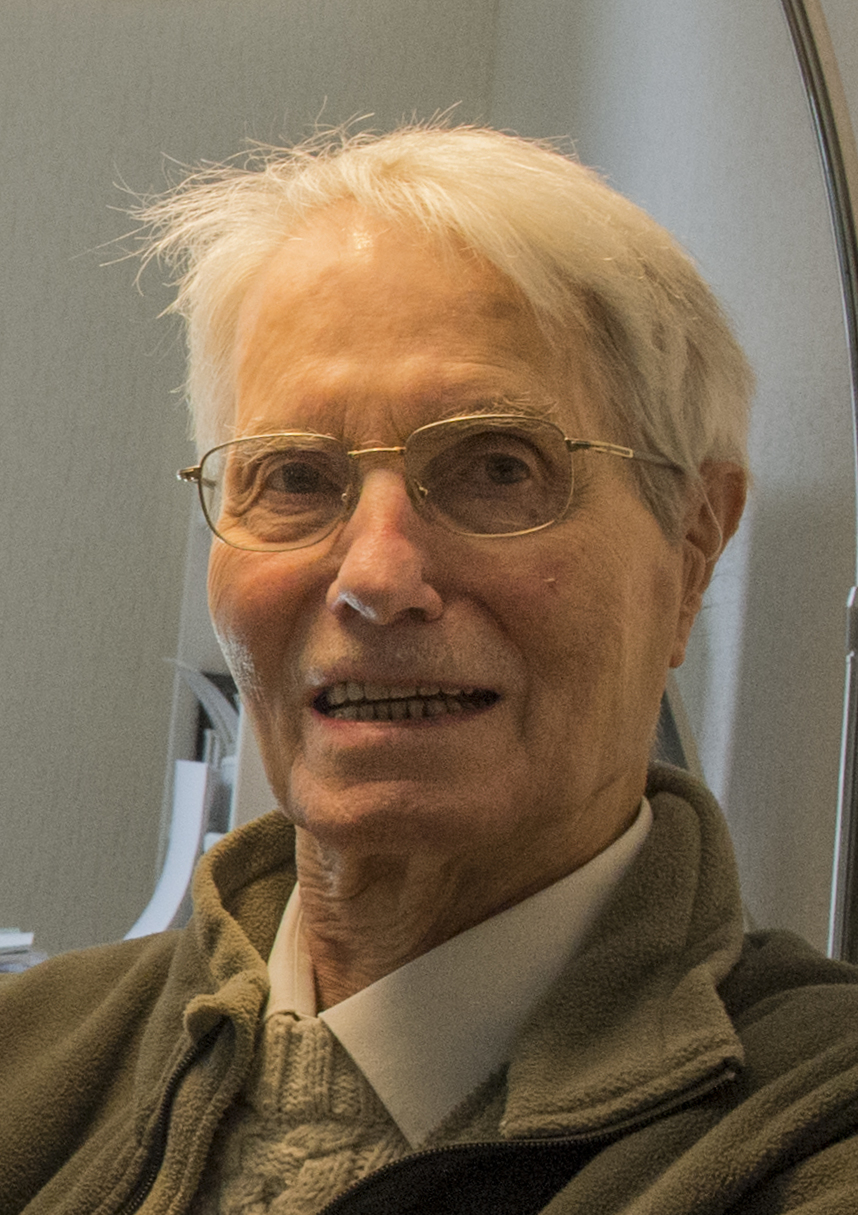
Walter Weideli (2015).

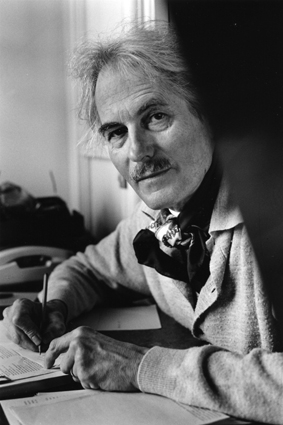
Walter Weideli (1988).

Walter Weideli (* 16. Juli 1927 in Genf; † 1. Dezember 2020) war ein Schweizer Schriftsteller und Übersetzer.

## Leben
Walter Weideli studierte Literatur an der Universität Genf. Er hat sich als Dramatiker und Essayist, besonders aber als Übersetzer deutschsprachiger Literatur – speziell von Elias Canetti und Friedrich Dürrenmatt, aber auch von Kurt Guggenheim, Ludwig Hohl, Pavel Kohout, Herbert Meier sowie Robert Walser – und als Vermittler zwischen den Kulturen der Deutschschweiz und der Romandie einen Namen gemacht.
Er gehörte zum Kreis der Gründungsmitglieder der Gruppe Olten. Weideli erhielt 1985 den Prix lémanique de la traduction.

## Werke

### Essays
- Brecht, Éd. Universitaires (Classiques du XXe siècle 40), Paris 1961
- Moine aujourd’hui, Cerf, Paris 1986
- Ces enfants blessés, Construire, Lausanne 1993
- La Partie d’échecs, Éditions de l’Aire, Vevey 2010

### Theater-Aufführungen
- Réussir à Chicago, Carouge/Genf 1962
- Un banquier sans visage, Genf 1964
- Eclatant soleil de l’injustice, Genf 1968
- Chicago crime & crash, Paris 1976

### Fernsehsendungen
- Le dossier Chelsea street, Télévision Suisse Romande (TSR) 1961
- Les anges frappent avant l’aube, TSR 1969
- La fusillade en réponse à Dostoïevski, TSR 1972
- Rumeur, TSR 1978
- Agonie et résurrection d’Henri Dunant, TSR 1980

### Übersetzungen
- Friedrich Dürrenmatt: A ma patrie / Le Théâtre est d’abord un jeu, in: Europe (Heft 381), 1961
- Herbert Meier: Le Talent au pouvoir. Un manifeste et des discours aux jeunes (dt. Der neue Mensch steht weder rechts noch links – er geht. Manifest und Reden), Éditions de la Baconnière, Neuchâtel 1969
- Robert Walser: L’Homme à tout faire (dt. Der Gehülfe), Livre du mois (Band 15), Lausanne 1970
- Ludwig Hohl: Tous les hommes presque toujours s’imaginent (dt. Daß fast alles anders ist), Rencontre, Lausanne 1971
- Friedrich Dürrenmatt: Play Strindberg (dt. Play Strindberg. Totentanz nach August Strindberg), Gallimard, Paris 1973
- Friedrich Dürrenmatt: La ville et autres proses de jeunesse (dt. Die Stadt. Prosa I–IV), Albin Michel, Paris 1974
- Friedrich Dürrenmatt: La chute d’A. (dt. Der Sturz), Albin Michel, Paris 1975
- Kurt Guggenheim: Mon grain de sable. La rencontre de J.-H. Fabre (dt. Sandkorn für Sandkorn), Bertil Galland, Vevey 1975
- Friedrich Dürrenmatt: Sur Israël (dt. Zusammenhänge. Essay über Israel. Eine Konzeption), Albin Michel, Paris 1977
- Friedrich Dürrenmatt: Le mariage de monsieur Mississippi (dt. Die Ehe des Herrn Mississippi), Éditions L’Aire, Lausanne 1979
- Pavel Kohout: L’Exécutrice (mit Milena Braud) (tschech. Katyne, dt. Die Henkerin), Albin Michel, Paris 1980
- Friedrich Dürrenmatt: La panne (dt. Die Panne), L’Avant-scène-théâtre (Heft 757), Paris 1984
- Herbert Meier: Bräker ou le Songe d’hiver (dt. Bräker), L’Age d’Homme, Lausanne 1984
- Elias Canetti: Jeux de regard. Histoire d’une vie 1931–1937 (dt. Das Augenspiel), Albin Michel, Paris 1987
- Elias Canetti: Le Cœur secret de l’horloge. Réflexions 1973–1985 (dt. Das Geheimherz der Uhr), Albin Michel, Paris 1989
- Friedrich Dürrenmatt: Le Chien, le tunnel, la panne (franz.-dt.), Éditions Zoé, Carouge 1994
- Elias Canetti: Le collier de mouches (dt. Die Fliegenpein), Albin Michel, Paris 1995
- Elias Canetti: Notes de Hampstead (dt. Nachträge aus Hampstead), Albin Michel, Paris 1997